# Piłka nożna w San Marino

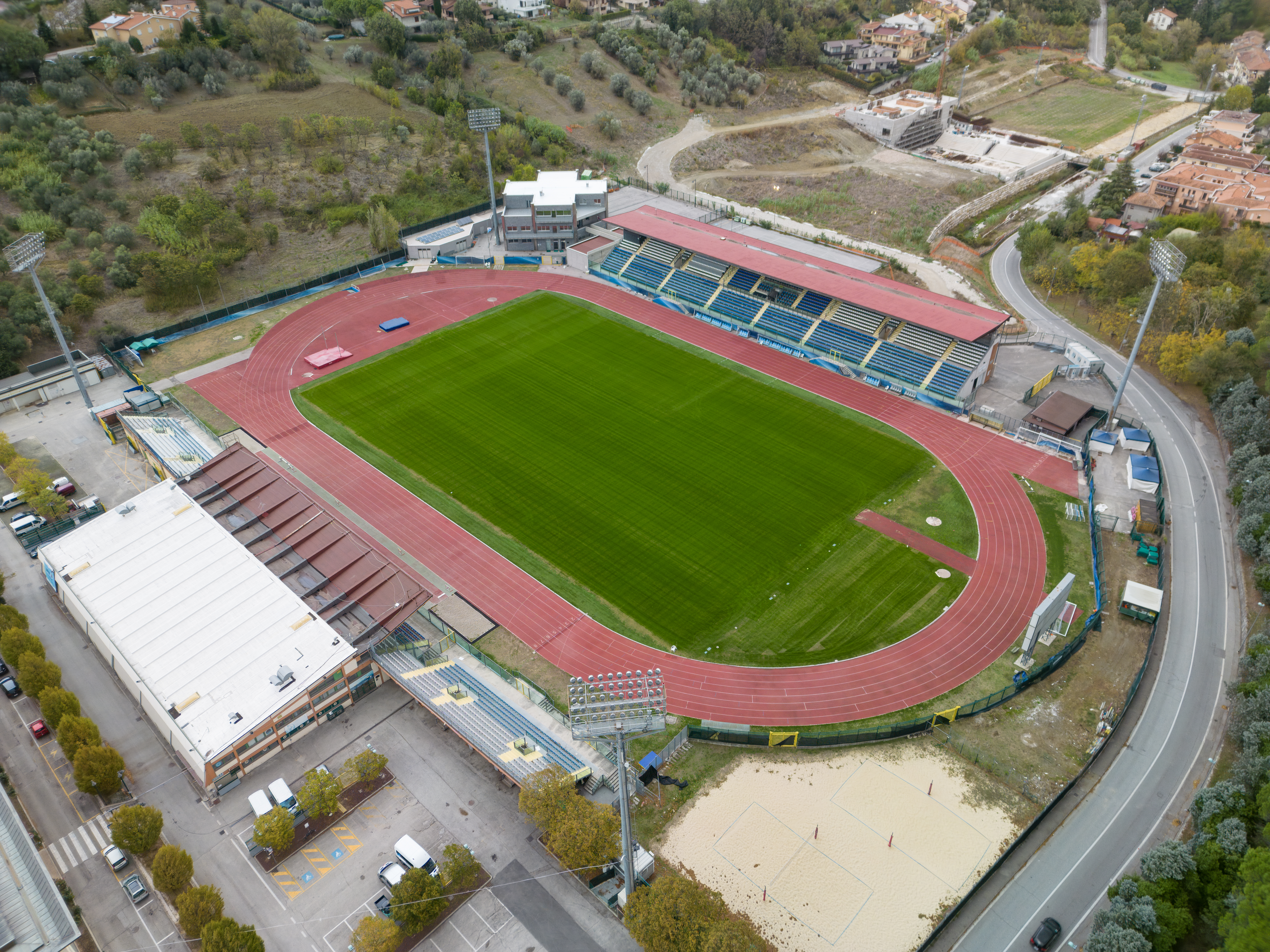
San Marino Stadium, arena domowa reprezentacji narodowej

Piłka nożna (wł. calcio ˈkaltʃo) jest najpopularniejszym sportem w San Marino. Jej głównym organizatorem na terenie San Marino pozostaje Federazione Sammarinese Giuoco Calcio (FSGC).
Najbardziej utytułowanym sanmaryńskim piłkarzem jest Massimo Bonini, były piłkarz m.in., Juventus F.C. Według stanu na 17 listopada 2021 roku Andy Selva i Matteo Vitaioli mają odpowiednio 73 i 71 występów reprezentacyjnych, a Andy Selva strzelił 8 bramek w barwach reprezentacji San Marino.
W Campionato Sammarinese grają takie utytułowane kluby, jak SP Tre Fiori, SP La Fiorita i SS Folgore/Falciano.

## Historia

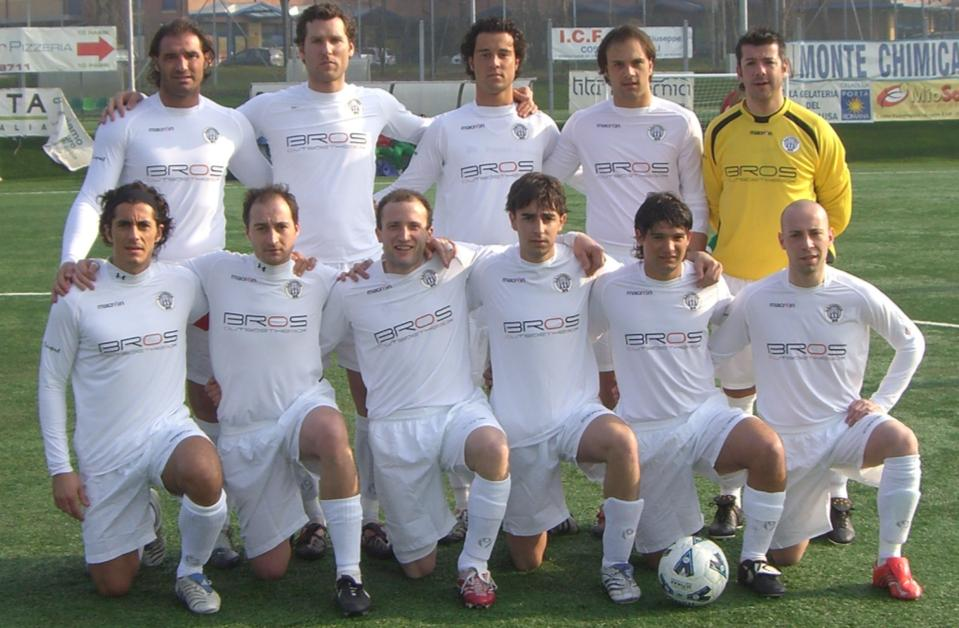
Drużyna SS Cosmos w 2007 roku, założona w 1979 roku, bierze swoją nazwę od nowojorskiego zespołu, w którym grał Pelé, New York Cosmos.

Piłka nożna zaczęła zyskiwać popularność w San Marino na początku XX wieku. 4 września 1928 roku w Borgo Maggiore powstał pierwszy sanmaryński klub piłkarski SP Libertas.
Po założeniu sanmaryńskiej federacji piłkarskiej – FSGC w 1931 roku, rozpoczął się proces zorganizowania pierwszych oficjalnych Mistrzostw San Marino. W 1959 roku federacja założyła ligę zwaną Serenissima, która potem przyjęła nazwę San Marino Calcio, w celu uczestnictwa wyłącznie w Mistrzostwach Włoch po tym, jak Libertas i Tre Penne startowały we włoskich ligach w poprzednim sezonie. W sezonie 1985/86 startowała pierwsza edycja rozgrywek o mistrzostwo kraju. W Serie A1 9 drużyn walczyło systemem ligowym o tytuł mistrza kraju. W drugiej lidze uczestniczyło 8 klubów.
W 1996 reorganizowano ligi piłkarskie w San Marino. Rozgrywki ligi w nowym formacie Campionato Sammarinese zainaugurowano w sezonie 1996/97.

## Format rozgrywek ligowych
W obowiązującym systemie ligowym rozgrywki odbywają się w jedynej lidze zwanej Campionato Sammarinese, podzielonej na dwie grupy A i B (wł. girone).

## Puchary
Rozgrywki pucharowe rozgrywane w San Marino to:
- Puchar San Marino (Coppa Titano),
- Superpuchar San Marino (Super Coppa Sammarinese) - mecz między mistrzem kraju i zdobywcą Pucharu.